# Комашниця сіра
Кома́шниця сіра (Certhidea fusca) — вид горобцеподібних птахів родини саякових (Thraupidae). Ендемік Галапагоських островів. Раніше сіра комашниця вважалася конспецифічною з вохристою комашницею, однак низка молекулярно-філогенетичних досліджень показала, що ці два види розділилися від 1,5 до 2 млн років тому, а, можливо, навіть і раніше.

## Підвиди
Виділяють сім підвидів:
- E. e. erythrura Rothschild, 1898 — острови Дарвін[en] і Вульф;
- E. e. mentalis Ridgway, 1894 — острів Геновеса[en];
- E. e. fusca Sclater, PL & Salvin, 1870 — острови Пінта і Марчена;
- E. e. luteola Ridgway, 1894 — острів Сан-Кристобаль;
- E. e. bifasciata Ridgway, 1894 — острів Санта-Фе;
- E. e. cinerascens Ridgway, 1890 — острів Еспаньйола;
- E. e. ridgwayi Rothschild & Hartert, E, 1899 — острів Флореана.

## Поширення і екологія
Сірі комашниці живуть в різноманітних природних середовищах, віддають перевагу сухим чагарниковим і кактусовим заростям і сухим тропічним лісам. Живляться комахами і павуками.

## Збереження
МСОП класифікує цей вид як такий, що не потребує особливих заходів зі збереження. Сірі комашниці є досить поширеним видом птахів в межах свого ареалу.